# Butidae
Butidae — родина риб ряду бичкоподібних (Gobiiformes). Раніше родина розглядалась в якості підродини у складі елеотрових (Eleotridae), але згідно із 5-м виданням Риби світу розглядається як окрема родина. Молекулярний аналіз показав, що родина являє собою сестринську кладу до бичкових (Gobiidae) і оксудеркових (Oxydercidae), а Eleotridae — сестринська до обох цих клад. Це свідчить про те, що елеотрові є парафілетичною родиною, а підродини мають бути підвищені до рангу родини.
Представники родини населяють переважно тропічні та субтропічні води Африки, Азії, Австралії і Океанії. Вони є важливим компонентом солонуватоводних екосистем Нової Гвінеї, Австралії і Нової Зеландії, де мають найбільше різноманіття. Це переважно дрібнорозмірні види риб, хоча такі, як Oxyeleotris marmorata, прісноводна риба з Південносхідної Азії, досягає розмірів 65 см і є важливим промисловим об'єктом.

## Роди
До складу родини входять такі роди:
- Bostrychus Lacépède, 1801
- Butis Bleeker, 1856
- Incara Visweswara Rao, 1971
- Kribia Herre, 1946
- Odonteleotris Gill, 1863
- Ophiocara Gill, 1863
- Oxyeleotris Bleeker, 1874
- Parviparma Herre, 1927
- Pogoneleotris Bleeker, 1875
- Prionobutis Bleeker, 1874